# Bureau d'étude Malakhit
Le Bureau d'étude Malakhit (en russe : морское бюро машиностроения « Малахит ») est une société basée à Saint-Pétersbourg, en Russie. Il s’agit d’une filiale de la United Shipbuilding Corporation. La société fait partie, avec Rubin et Lazurit, des trois principaux centres russes de construction de sous-marins. Elle a son siège à Saint-Pétersbourg, rue Frounze.
Malakhit a conçu les sous-marins nucléaires d'attaque des classes November, Victor, Alfa, Akula, Iassen et Laïka,. Malachite conçoit également des tubes lance-torpilles et des systèmes d'armes de missiles sous-marins complexes. En outre, elle construit de petits sous-marins à des fins de recherche et sauvetage en plongée profonde, d’exploration océanographique, de collecte de renseignement et pour des applications commerciales.
La société actuelle a été créée en 1974 avec la fusion de SKB-143 et CKB-16 Volna. Le bureau a développé environ 100 classes de sous-marins, au sein desquels 300 sous-marins ont été construits, dont 94 étaient nucléaires.
Entre 1950 et 1974, le bureau était dirigé par Nikolaï Nikititch Isanine, concepteur en chef de la classe Papa. Entre 1974 et 1986, le bureau a été dirigé par Gueorgui Nikolaïevitch Tchernychev, concepteur des classes Yursh, Victor, Zhuk et Zhuk-B. Depuis 2011, Vladimir Yurevich Dorofeev est le directeur de la compagnie.